# Liste geographischer Objekte der Trójmiasto
Diese Liste geographischer Objekte der Trójmiasto nennt Gewässer, Inseln, Berge/Erhebungen, Naturschutzgebiete und Parks auf dem Gebiet der Dreistadt (poln. Trójmiasto). Diese besteht aus Gdańsk (Danzig), Gdynia und Sopot und hatte 2015 eine Einwohnerzahl von fast 750.000. Weitere Listen sind verlinkt.
Diese Liste wird ergänzt.

## Gewässer

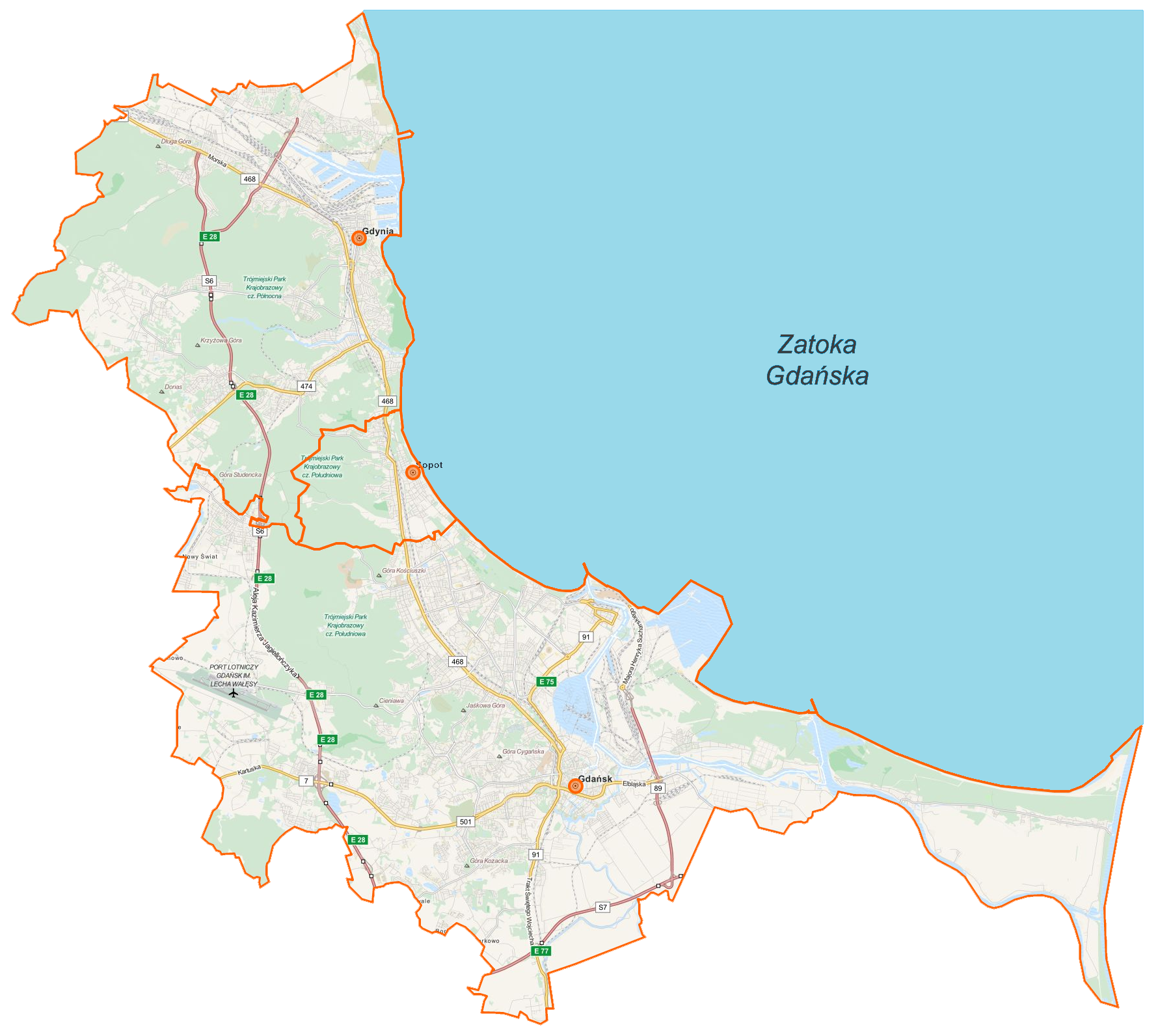
Karte der Dreistadt

- Morze Bałtyckie – Ostsee
  - Zatoka Gdańska (Danziger Bucht)
    - Zatoka Pucka (Putziger Wiek)

### Flüsse
- Wisła (Weichsel)
  - Motława (Mottlau)
    - Radunia (Radaune)
    - Kanał Raduni (Radaunekanal)

### Bäche
- Kacza (Katzfließ), mit den Zuflüssen:
  - Źródło Marii (Maria-Quelle)
  - Potok Przemysłowy
- Potok Kolibkowski
- Potok Oliwski (Glettkaubach)
- Strzyża (Strießbach), mit den Zuflüssen:
  - Potok Jaśkowy (Jäschkentaler Bach)
  - Potok Królewski (Königstaler Bach)
  - Kiełpineckiej Struga
  - Migowskiej Struga

### Seen
- Pusty Staw (Großer Heidsee)
- Jezioro Zajęcze (Kleiner Heidsee)
- Jezioro Ptasi Raj
- Jezioro Karaś (Karauschenteich)
- Krykulec-Stausee

## Inseln

### Inseln auf Danziger Stadtgebiet
- Ołowianka (Bleihofinsel)
- Ostrów (Holm)
- Wyspa Portowa (Hafeninsel)
- Wyspa Sobieszewska (Bohnsacker Insel)
- Wyspa Spichrzów  (Speicherinsel)

### Ehemalige Inseln in Danzig
- Westerplatte (heute Halbinsel)
- Krakauer Kämpe (Krakowiecka Kępa, nach 1945 weggebaggert)

### Künstliche Inseln in Gdynia
- Formoza
- Torpedownia (Hexengrund)

## Erhebungen

### Erhebungen in Gdynia
| Name                                  | deutscher Name             | Höhe (m) | Stadtteil |
| ------------------------------------- | -------------------------- | -------- | --------- |
| Góra Donas                            |                            | 205      | Dąbrowa   |
| Góra św. Mikołaja (auch: Święta Góra) | (übersetzt: Heiliger Berg) |          | Chylonia  |
| Długa Góra                            |                            | 130      | Cisowa    |

### Erhebungen in Danzig
Die Erhebungen in Danzig befinden sich in den Stadtteilen Brętowo, Oliwa, Osowa, Śródmieście (Stadtmitte) und Wrzeszcz.
| Name               | deutscher Name | Höhe (m) | Stadtteil                |
| ------------------ | -------------- | -------- | ------------------------ |
| Góra Studencka     |                | 180      | Osowa                    |
| Góra Matemblewska  |                | 160      | Brętowo                  |
| Wzgórze Kawowe     | Kaffeeberg     | 115      | Oliwa                    |
| Wiecha             | Wächterberg    | 112      | Oliwa                    |
| Strzyska Góra      | Strießberg     | 105      | Wrzeszcz                 |
| Góra Kościuszki    | Luisenhain     | 103      | Oliwa                    |
| Królewskie Wzgórze | Königshöhe     | 99       | Wrzeszcz                 |
| Jaśkowa Góra       | Jäschkenberg   | 82       | Wrzeszcz                 |
| Biskupia Górka     | Bischofsberg   | 60       | Śródmieście (Stadtmitte) |
| Szubieniczna Góra  | Galgenberg     | 55       | Wrzeszcz                 |
| Góra Gradowa       | Hagelsberg     | 46       | Śródmieście (Stadtmitte) |

### Erhebungen in Sopot
| Name                                 | deutscher Name | Höhe (m) | Stadtteil |
| ------------------------------------ | -------------- | -------- | --------- |
| N.N.                                 |                | 152      |           |
| Wzgórze Augusty (auch: Góra Augusta) | Augustusberg   |          |           |
| Wzgórze Piwowara                     | Brauershöhe    |          |           |
| Ośle Wzgórze                         |                | 61,5     |           |
| Wzgórze Królowej Marysieńki          | Erdbeer-Berg   |          |           |
| Łysa Góra                            |                |          |           |

### Steilküste in Gdynia
- Klif Orłowski (Steilküste bei Adlershorst)
- Kępa Oksywska (Oxhöfter Kämpe)

## Naturschutzgebiete
- Trójmiejski Park Krajobrazowy – Landschaftspark der Dreistadt
  - Lasy Chylońskie (Försterei Kielau) – Gdynia
  - Lasy Oliwskie (Olivaer Wald) – Gdańsk-Oliwa
  - Lasy Sopocki (Zoppoter Wald) – Sopot
  - Kacze Łęgi – im Stadtteil Mały Kack in Gdynia
- Rezerwat przyrody Kępa Redłowska – Gdynia
- Ptasi Raj – Danzig

## Parks

### Parks in Danzig
- Miejski Ogród Zoologiczny Wybrzeża (Danziger Zoo) 123 ha
- Park im. Ronalda Reagana (Ronald-Reagan-Park) 55 ha
- Park im. Jana Pawła II (Johannes-Paul-II.-Park) 25 ha
- Park Oruński (Hoene-Park) 19 ha

### Parks in Gdynia
- Park Kiloński
- Park Marii i Lecha Kaczyńskich
- Park Rady Europy